# Snapper Music
Snapper Music es una discográfica independiente fundada en 1996 por el director de Castle Communications Jon Beecher, Dougie Dudgeon y subvencionada por Mark Levinson de Palan Music Publishing. In 1999 Snapper se separó de MBO. En 2004 pasó a manos de Bryan Morrison. 
La compañía ha lanzado discos de artistas como Porcupine Tree, No-Man, Ozric Tentacles, Pink Floyd, W.A.S.P., Cradle of Filth, Fish, Happy Mondays, 3 Colours Red y Amen.
Además Snapper Music es dueña de varias compañías que gestionan diferentes estilos musicales - Peaceville (heavy metal), Kscope (progresivo), Charly (R&B, jazz, progresivo y blues).